# Reichsstraße 366
Die Reichsstraße 366 (R 366) war bis 1945 eine Reichsstraße des Deutschen Reichs, die vollständig auf 1939 annektiertem, bis dahin tschechoslowakischem Gebiet (Protektorat Böhmen und Mähren) lag. Die Straße nahm ihren Anfang an der damaligen Reichsstraße 369 in Čechtice (Tschechtitz) im Okres Benešov an der heutigen Silnice 112, verlief in nordöstlicher Richtung auf der Trasse der heutigen Silnice 150, dann der Silnice 336 und der Silnice 126 nach Zbraslavice, von dort weiter nach dem Dorf Štipoklasy (Stipoklas), wo die frühere Reichsstraße 368 (heute Silnice 339) rechts abzweigte, und weiter über Kutná Hora (Kuttenberg) und von dort auf der Trasse der heutigen Silnice I/2 in östlicher Richtung über Přelouč (Pschelautsch) sowie von dort auf der Trasse der heutigen Silnice 333 nach Hradec Králové (Königgrätz), wo sie auf die Reichsstraße 177 traf. Ihre Gesamtlänge betrug  rund 105 Kilometer.